# Роторуа (город)

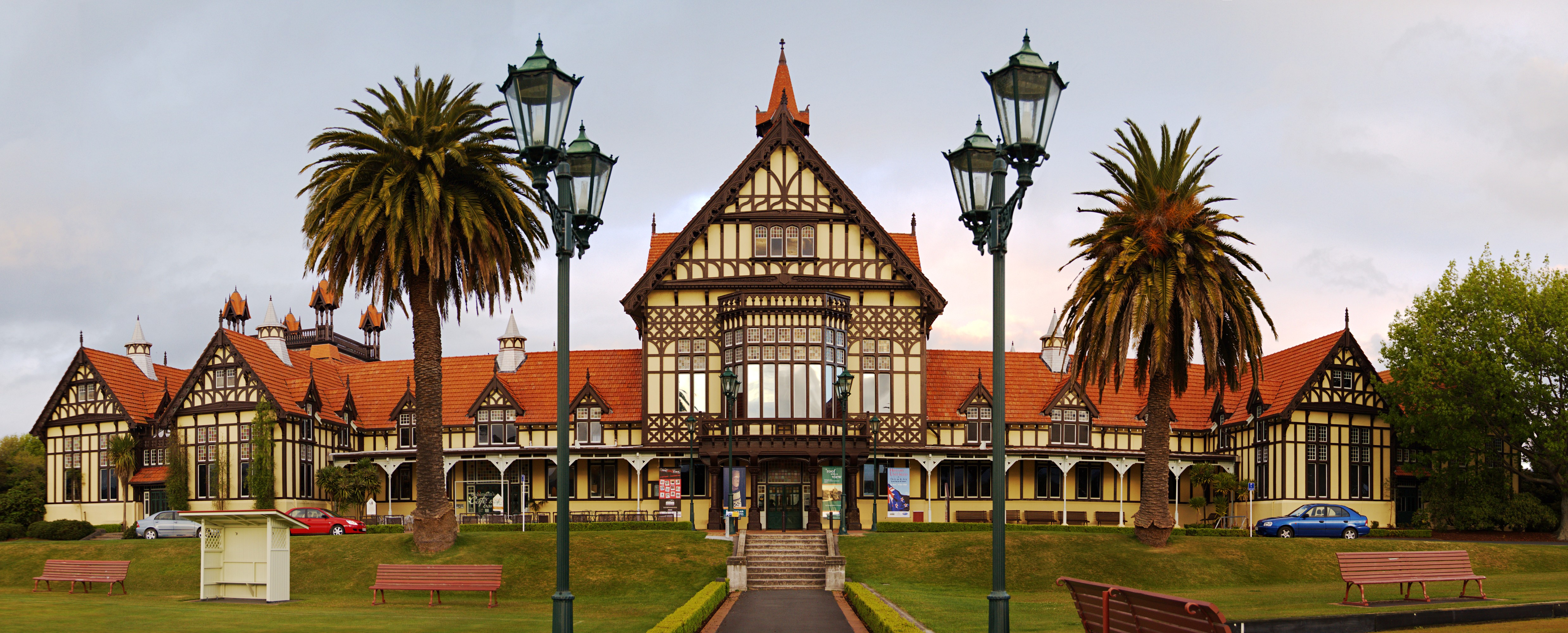
Городские места отдыха

Ротору́а (англ. Rotorua) — город на Острове Северный Новой Зеландии, расположенный на берегах озера с одноимённым названием. Население города составляет 70000 человек. На языке коренного населения страны город именуется Те Роторуа-нуи-а-Кауматамомои (маори: Te Rotorua-nui-a-Kahumatamomoe), сокращение этого имени и дало современное название города.
Город, расположенный в зоне геотермальной активности, с самого начала своего развития создавался как туристический центр. Сегодня это одно из наиболее популярных мест отдыха как самих новозеландцев, так и туристов из многих стран мира. Естественная природная красота озёр и гейзеров сочетается здесь с хорошо отлаженной индустрией отдыха и большим количеством отелей и мотелей.

## В культуре
Джеральд Даррел в своей книге Путь кенгурёнка (англ. Two in The Bush) дал описание города, который он посетил во время поездки по Новой Зеландии.
В Роторуа родились известный киноактёр Темуэра Моррисон, исполнитель роли Джанго Фетта в фильмах Звёздные войны. Эпизод II: Атака клонов, Звёздные войны. Эпизод III: Месть ситхов, актёр и продюсер Клифф Кёртис, а также Джин Баттен, женщина-пилот получившая известность своими рекордными перелётами.
Также в Роторуа родился Кри́стофер А́ртур Э́ймон (англ. Christopher Arthur Amon), более известный как Крис Э́ймон — новозеландский автогонщик, победитель гонки «24 часа Ле-Мана» (1966), пилот Формулы-1.

## Климат
Средний показатель безоблачной погоды в Роторуа составляет 2117 часов в год. Средняя температура летом составляет 25 С°. Зимой же этот показатель равен примерно 15 С°.